# Dragana Zorić
Dragana Zorić (Sarajevo, 16 novembre 1978) è un'ex cestista bosniaca.

## Carriera
Con la Bosnia ed Erzegovina ha disputato due edizioni dei Campionati europei (1997, 1999).